# Colăceni, Bolgrad
Colăceni (în ucraineană Калачівка, transliterat: Kalacivka, în germană Kalatschowka) este un sat în comuna Tarutino din raionul Bolgrad, regiunea Odesa, Ucraina. Satul a fost locuit de germanii basarabeni.

## Demografie
Componența lingvistică a localității Colăceni
     Română (37,24%)
     Ucraineană (31,55%)
     Bulgară (17,76%)
     Rusă (11,38%)
     Alte limbi (0,86%)
Conform recensământului din 2001, nu exista o limbă vorbită de majoritatea populației, aceasta fiind compusă din vorbitori de română (37,24%), ucraineană (31,55%), bulgară (17,76%), rusă (11,38%) și găgăuză (1,21%).